# 青春に賭けよう (アルバム)
『青春に賭けよう』（せいしゅんにかけよう）は、西城秀樹の2枚目のオリジナル・アルバム。1973年3月25日にRCAから発売された。

## 内容
- デビューからちょうど1年後に発売され、シングル曲「青春に賭けよう」が収録されている。
- 「神よ」は西城が歌手として憧れていた布施明の作詞・作曲による作品である。

## 収録曲
| #   | タイトル           | 作詞         | 作曲       | 編曲       |
| --- | ------------------ | ------------ | ---------- | ---------- |
| A1. | 「青春に賭けよう」 | たかたかし   | 鈴木邦彦   | 馬飼野康二 |
| A2. | 「恋の女神」       | 安井かずみ   | 羽根田武邦 | 馬飼野康二 |
| A3. | 「できないよ!」    | うさみかつみ | 森田公一   | 馬飼野康二 |
| A4. | 「子猫とネズミ」   | たかたかし   | 鈴木邦彦   | 馬飼野康二 |
| A5. | 「絶叫」           | たかたかし   | 鈴木邦彦   | 馬飼野康二 |
| A6. | 「奇蹟の薔薇」     | 千家和也     | 鈴木邦彦   | 馬飼野康二 |
| B1. | 「新しい朝」       | 安井かずみ   | 馬飼野康二 | 馬飼野康二 |
| B2. | 「星から来た男」   | たかたかし   | 都倉俊一   | 葵まさひこ |
| B3. | 「夏の日の出来事」 | たかたかし   | 羽根田武邦 | 馬飼野康二 |
| B4. | 「旅は気ままに」   | たかたかし   | 馬飼野康二 | 馬飼野康二 |
| B5. | 「神よ」           | 布施明       | 布施明     | 葵まさひこ |
| B6. | 「泪の首飾り」     | 千家和也     | 葵まさひこ | 葵まさひこ |

## 復刻盤
- 1976年9月25日発売のLP『西城秀樹 第1 - 7集』（全7枚）の中の1枚
- 1994年12月16日発売のCD『HIDEKI SAIJO EXCITING AGE'72 - '79』（11枚組）の中の1枚（2枚目）
- 2021年6月18日発売のGOH HOTODAによるデジタルリマスタリング盤（Blu-spec CD2、紙ジャケット仕様）